# 崔慎由
崔慎由（804年—868年7月22日），字敬止，清河郡东武城县（今河北省衡水市故城县）人，唐朝政治人物。唐宣宗时宰相，曾任过剑南节度使、河中节度使。

## 家世
- 高祖：崔融，中书舍人、国子司业、修国史，谥曰文
- 曾祖：崔翘，礼部尚书、东都留守，赠太子太傅，谥曰成
- 祖父：崔异，尚书水部员外郎、渠州刺史，赠太子太保
- 父亲：崔从，检校尚书右仆射、兼御史大夫、淮南节度使，赠太师，谥曰贞
- 母亲：姑臧李氏，赠凉国太夫人

## 生平
崔慎由为崔从第二子，太和初年，明经科进士及第，又登贤良方正制科。唐宣宗大中初年入朝为官，他在翰林院任翰林学士时，与同院的萧鄴关系紧张，大中十年（856年），崔慎由被任命为宰相后，将萧鄴革去翰林学士之职。但不久萧鄴也由判度支升任宰相，受到皇帝赏识，他推荐刘瑑进入政事堂同任宰相，一同排挤崔慎由。十二年二月，崔慎由因请求立皇太子被宣宗厌恶，终因萧邺诬陷被罢相，外任剑南东川节度使。
唐懿宗咸通初年，崔慎由改任华州刺史、潼关防御、镇国军等使，加检校尚书左仆射、河中尹、河中晋绛节度使。后入朝任吏部、兵部尚书，以年老多病拜太子太保，分司东都，咸通九年六月廿九日（868年7月22日），终于河南府洛阳县履道里，年六十五。
夫人卢氏，封范阳郡夫人，试大理评事卢寓之女。生一女二男，女嫁姑臧李辉，长子崔充虞，国子助教，次子崔胤（崔昌遐），兴元府参军，后为宰相。

## 历任官职
- 秘书省正字
- 试太常寺协律郎
- 剑南东川节度推官
- 浙江东道观察判官
- 试大理评事、兼殿中侍御史
- 义成军节度判官
- 复入御史台为监察御史，转殿中侍御史、兼集贤殿直学士
- 尚书户部员外郎、学士如故、
- 吏部员外郎
- 考功员外郎知制诰
- 职方郎中知制诰
- 翰林学士
- 中书舍人
- 潭州刺史、兼御史中丞、湖南都团练观察使
- 刑部侍郎
- 兵部侍郎
- 检校礼部尚书、兼御史大夫、浙江西道都团练观察使
- 吏部侍郎
- 户部侍郎判户部事
- 太中大夫、守工部尚书、上柱国、赐紫金鱼袋
- 大中十一年（857年）二月，以工部尚书、同中书门下平章事、兼中书侍郎、集贤殿大学士，十月，兼监修国史，十一月，迁礼部尚书、同平章事
- 大中十二年（858年）正月，罢相，任检校礼部尚书、梓州刺史、兼御史大夫、剑南东川节度观察等使
- 迁检校兵部尚书、剑南东川节度使
- 入拜刑部尚书
- 改御史大夫、检校尚书右仆射、兼太常卿
- 咸通初年（860年），检校尚书右仆射、兼华州刺史、御史大夫、潼关防御镇国军等使
- 检校尚书左仆射、兼御史大夫、河中节度观察等使
- 咸通六年（865年），检校尚书左仆射、兼吏部尚书
- 兵部尚书
- 太子太保、分司东都
- 咸通九年（868年），卒

## 争议记载
《新唐书·仇士良传》称甘露之变后，宦官仇士良、鱼弘志召翰林学士崔慎由到秘殿，诈称太皇太后郭氏有命另立新君，命他草诏。崔慎由惊呼此事会让自己灭族，宁死不从。仇士良等默然，久后带崔慎由去小殿见文宗，历数文宗过失，文宗俯首。仇士良指着文宗说：“如果不是学士，你就不能坐在这里了。”送崔慎由出去，要他保密，不然祸及宗族。崔慎由将此事记下来，临死交给儿子崔胤，所以崔胤厌恶宦官。
但北宋司马光《资治通鉴考异》指出这段材料出自皮光业《见闻录》，崔慎由大中初年才入朝为官乃至担任翰林学士，开成年间并未入朝，故不可信。

## 延伸阅读
[在维基数据编辑]
 《舊唐書/卷177》，出自刘昫《舊唐書》